# 圣蒂博德维涅
圣蒂博德维涅（法語：Saint-Thibault-des-Vignes，法語發音：[sɛ̃ tibo de viɲ] ⓘ）是法国塞纳-马恩省的一个市镇，属于托尔西区。

## 地名
缩合冠词“des”发音为[de]，在《法汉译音表》中对应“代”字，但其仅在“圣莫代福塞”（Saint-Maur-des-Fossés）等少数地名中译作“代”，《世界地名翻译大辞典》、《世界地名译名词典》和《法国地图册》等主流地名译名类书籍资料中多译作“德”。

## 地理
圣蒂博德维涅（48°52'9"N, 2°41'19"E）面积4.7 平方千米，位于法国法蘭西島大區塞纳-马恩省，该省份为法国北部内陆省份，北起瓦兹省，西接埃松省、马恩河谷省、塞纳-圣但尼省和瓦兹河谷省，南至卢瓦雷省，东南接约讷省，东临马恩省和奥布省，东北接埃纳省。
与圣蒂博德维涅接壤的市镇（或旧市镇、城区）包括：比西圣马丹、古韦尔讷、马恩河畔拉尼、蓬波讷、托爾西。
圣蒂博德维涅的时区为UTC+01:00、UTC+02:00（夏令时）。

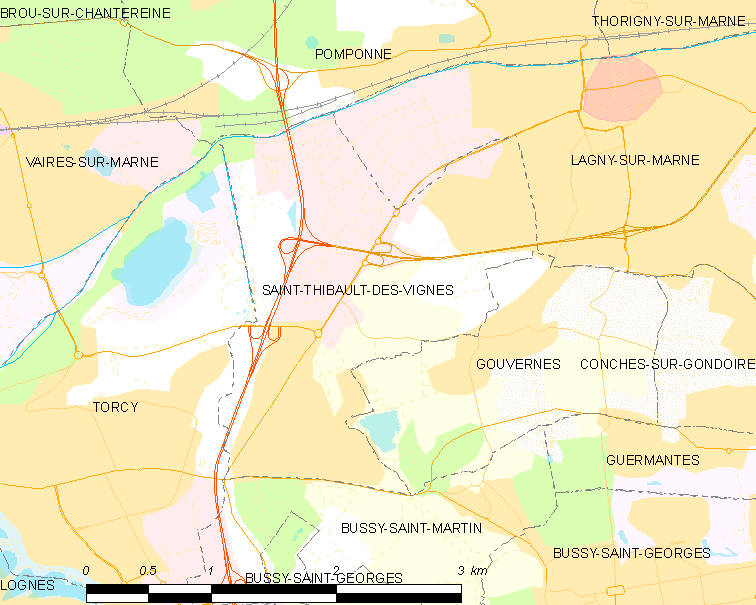
圣蒂博德维涅的OSM定位图

## 行政
圣蒂博德维涅的邮政编码为77400，INSEE市镇编码为77438。

## 政治
圣蒂博德维涅所属的省级选区为马恩河畔拉尼县。

## 人口

1962-2008年间圣蒂博德维涅人口变化图示

圣蒂博德维涅于2022年1月1日时的人口数量为6793人。